# Lachnaea alpina
Lachnaea alpina är en tibastväxtart som beskrevs av Carl Daniel Friedrich Meisner. Lachnaea alpina ingår i släktet Lachnaea och familjen tibastväxter. Inga underarter finns listade i Catalogue of Life.